# Yevgeniy Meleshenko
Yevgeniy Meleshenko (né le 19 janvier 1981 à Kökşetaw) est un athlète kazakh spécialiste du 400 mètres haies. 

## Carrière

### Palmarès
| Date | Compétition                   | Lieu              | Résultat | Épreuve     | Performance |
| ---- | ----------------------------- | ----------------- | -------- | ----------- | ----------- |
| 2000 | Championnats du monde juniors | Santiago du Chili | 5e       | 400 m haies | 51 s 05     |
| 2001 | Universiade                   | Pékin             | 2e       | 400 m haies | 48 s 46     |
| 2002 | Championnats d'Asie           | Colombo           | 3e       | 400 m haies | 49 s 56     |
| 2003 | Championnats d'Asie           | Manille           | 2e       | 400 m haies | 49 s 55     |
| 2003 | Jeux afro-asiatiques          | Hyderabad         | 1er      | 400 m haies | 49 s 66     |
| 2005 | Championnats d'Asie           | Incheon           | 2e       | 400 m haies | 49 s 18     |
| 2005 | Jeux asiatiques en salle      | Pattaya           | 2e       | 400 m       | 47 s 84     |
| 2006 | Championnats d'Asie en salle  | Pattaya           | 3e       | 400 m       | 48 s 65     |
| 2006 | Coupe du monde des nations    | Athènes           | 9e       | 400 m haies | 51 s 55     |
| 2007 | Championnats d'Asie           | Amman             | 1er      | 400 m haies | 50 s 01     |

### Records
| Épreuve          | Performance | Lieu     | Date              |
| ---------------- | ----------- | -------- | ----------------- |
| 400 mètres       | 46 s 82     | Tachkent | 12 septembre 2002 |
| 400 mètres haies | 48 s 46     | Pékin    | 31 août 2001      |